# Copidozoum planum
Copidozoum planum is een mosdiertjessoort uit de familie van de Calloporidae. De wetenschappelijke naam van de soort is, als Membranipora plana, voor het eerst geldig gepubliceerd in 1880 door Hincks.